# Vrata (Chorwacja)
Vrata – wieś w Chorwacji, w żupanii primorsko-gorskiej, w gminie Fužine. W 2011 roku liczyła 287 mieszkańców.